# Galindo (quadrangle)

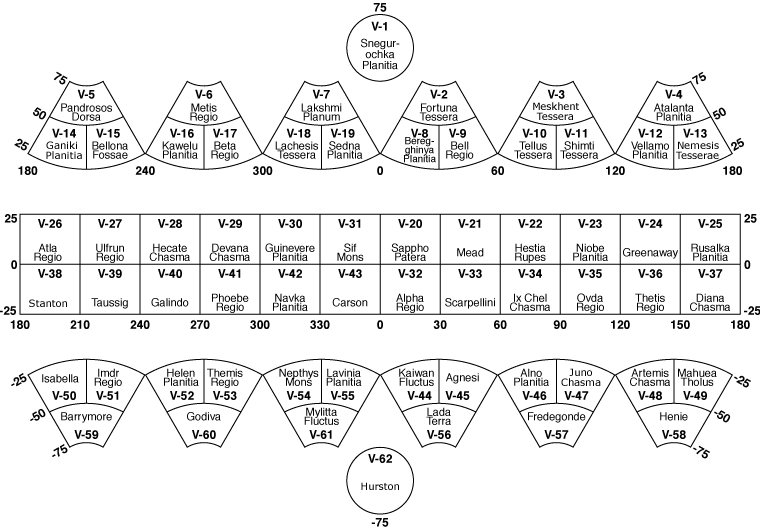
Quadrangles op Venus op schaal 1 : 5.000.000

Galindo (V–40; breedtegraad 0°–25° S, lengtegraad 240°–270° E) is een quadrangle op de planeet Venus. Het is een van de 62 quadrangles op schaal 1 : 5.000.000. Het quadrangle werd genoemd naar de gelijknamige inslagkrater die op zijn beurt is genoemd naar de Spaanse schrijfster, humanist en lerares Beatriz Galindo (1465-1535).

## Geologische structuren in Galindo
Chasmata
- Parga Chasmata
- Rabie Chasma

Coronae
- Atete Corona
- Chuku Corona
- Dhorani Corona
- Dilga Corona
- Hervor Corona
- Javine Corona
- Krumine Corona
- Lalohonua Corona
- Ludjatako Corona
- Miti Corona
- Nagavonyi Corona
- Zaramama Corona

Fluctus
- Kasogonaga Fluctus

Inslagkraters
- Gabriela
- Galindo
- Grace
- Leida
- Nin
- Storni
- Zija

Montes
- Spandarmat Mons
- Uretsete Mons

Paterae
- Tenisheva Patera
- Viardot Patera
- Wilde Patera

Planitiae
- Gunda Planitia
- Hinemoa Planitia

Tesserae
- Chimon-mana Tessera

Tholi
- Alcyone Tholus
- Grechukha Tholi
- Sumerla Tholi